# Silvano
Silvano és una òpera en dos actes composta per Pietro Mascagni sobre un llibret italià de Giovanni Targioni-Tozzetti, basat en Romano d'Alphonse Karr. S'estrenà al Teatro alla Scala de Milà el 25 de març de 1895.
La barcarola de Silvano ocupa un lloc destacat en el muntatge a la pel·lícula de Martin Scorsese Toro salvatge.

## Origen i context
Deixant enrere l'experiència de Guglielmo Ratcliff de Heine, Mascagni volia tornar als temes més típics del verisme: va tornar a utilitzar el mateix llibretista de Cavalleria rusticana, encara que en aquest cas la inspiració no va venir de Giovanni Verga, sinó d'una novel·la d'Alphonse Karr.
Hi ha massa elements en comú entre la Cavalleria i Silvano per esquivar un paral·lel que, inevitablement, va en detriment d'aquest últim: el triangle d'amor que porta a l'assassinat, els cors populars, la figura de Rosa -la mare de Silvano- tan semblant a la mare Lucia. Però, més enllà de la necessària comparació i sense pietat, el que fa que el treball de Silvano tingués dubtós èxit és una certa manca de calor en la passió, com si s'assistís a una mena de decantació de l'energia expressiva verista. Mascagni, de fet, al final es va quedar a mig camí entre la història del fet brutal de la delinqüència i la descripció idíl·lica dels somnis de Silvano enfront de la bellesa del mar. Silvano s'assembla a una mena estranya de Turiddu, que passa del monòleg poètic a la ràbia assassina, mentre que Renzo és dolent en si, simplement ajudat pel baix nivell del llibret. Matilde és potser el personatge més ben trobat: la seva figura de dona apassionada guanya, de fet, una major credibilitat. El mateix Mascagni va descriure Silvano com «dos actes de coses petites»; pel musicòleg Giannotto Bastianelli, però, aquest és «l'obra més dolenta de Mascagni, un crim sagnant actuat per titelles sense cap tipus d'intimitat i raó de ser».

## Representacions
Després d'una mica més d'un mes després del triomf Guglielmo Ratcliff, que es va dur a terme el 16 de febrer de 1895 a la Scala de Milà, Mascagni va obtenir un nou èxit amb l'obra Silvano, amb la primera actuació que va tenir lloc el 25 de març de 1895, al mateix teatre de Milà sota la direcció de Rodolfo Ferrari amb Adelina Stehle-Garbin (Matilde), Leonilde Ponzano / Elisa Frandin (Rosa), Fernando de Lucia (Silvano), Giuseppe Pacini (Renzo).
Tot i la bona acollida de l'estrena, l'òpera aviat va desaparèixer dels teatres i semblaria que fins i tot de la memòria de Mascagni, quan enumerà les seves obres en converses amb De Carlo, es va oblidar de Silvano. La veritat és que Silvano no era una obra estimada pels crítics contemporanis.

## Repartiment estrena
| Rol     | Tipus de veu | Elenc estrena, 25 de març de 1895 (Director: Rodolfo Ferrari) |
| ------- | ------------ | ------------------------------------------------------------- |
| Matilde | soprano      | Adelina Stehle                                                |
| Silvano | tenor        | Fernando De Lucia                                             |
| Renzo   | baríton      | Giuseppe Pacini                                               |
| Rosa    | contralt     | Leonilde Ponzano                                              |

## Argument
Silvano, un pescador que es va convertir en traficant per fer front a la misèria, torna al seu país després de ser alliberat de la presó. Descobreix que la seva nòvia Matilda s'ha rendit a l'amor de Renzo. Quan Matilda està a punt de partir amb Renzo, sorprenentment Silvano troba als amants junts i mata a Renzo mata amb un tret de pistola.